# Liraglutide
Le liraglutide est un antidiabétique de la classe des incrétinomimétiques, administré par voie sous-cutanée.

## Pharmacologie
La demi-vie est d'environ 12 heures. Il est donné en une injection quotidienne.

## Mode d'action
Le liraglutide est un agoniste des récepteurs aux incrétines, d'où un effet hypoglycémiant. Il s'agit d'un analogue de l'incrétine humaine et se présente sous forme d'un oligopeptide, proche de la forme humaine, et attaché à un acide gras, permettant une diminution de sa dégradation.
Il se fixe également aux récepteurs du GLP-1 du nucleus arcuatus au niveau de l'hypothalamus, structure responsable de la faim et de la sensation de satiété.

## Indication
Il s'agit du traitement du diabète de type 2.
Aux États-Unis, la Food and Drug Administration autorise depuis fin 2014 son emploi chez la personne obèse non diabétique, avec une dose de 3 mg quotidienne (doses plus importantes que pour le diabète). Ce n'est pas le cas en France. Une étude publiée en mai 2021 démontre qu'en associant exercice physique et un traitement avec liraglutide, on réussit à maintenir pendant un an, une perte de poids chez des sujets non diabétiques .

## Efficacité
Les études ont essentiellement porté sur l'association avec le traitement standard (biguanides et/ou sulfamides hypoglycémiants) et sur le niveau glycémique (ou sur celui de l'hémoglobine glyquée). Cela entraîne une diminution du risque de survenue d'une complication cardiovasculaire, essentiellement chez les patients ayant fait un premier accident cardio-vasculaire ou chez les porteurs d'une atteinte rénale.
Le liraglutide améliore l'équilibre des diabétiques au moins autant qu'avec une insuline de type glargine. Il parvient à une meilleure équilibration du diabète, en association avec de la metformine et de la rosiglitazone et fait mieux que cette dernière, en association avec un sulfamide hypoglycémiant. Il semble meilleur que l'exénatide en prise biquotidienne ou en prise hebdomadaire et que la sitagliptine. Il permet également une diminution modérée de la pression artérielle et aurait un effet protecteur sur le rein.
Donné à des personnes obèses, sans forcément avec un diabète associé et en complément d'un régime, il permet une perte de poids plus importante.
Il est en cours de test dans la stéatose hépatique non alcoolique, entraînant une normalisation histologique dans plus d'un tiers des cas.

## Effets indésirables
En 2013, deux études associant les incrétines et les gliptines ont conclu à un risque accru de pancréatites et de métaplasie des cellules ductales ont été publiées,, ce qui a amené la Food and Drug Administration (FDA) aux États-Unis, puis l'Agence européenne des médicaments à demander des investigations complémentaires sur les risques pancréatiques des traitements basés sur ces molécules dans le diabète de type 2. 
En Europe, les molécules impliquées dans ces demandes de recherche complémentaire sont : l'exénatide (Byetta, Bydureon), la liraglutide (Victoza), la lixisénatide (Lyxumia), la sitagliptine (Efficib, Januvia, Janumet, Ristaben, Ristfor, Tesavel, Velmetia, Xelevia), la saxagliptine (Komboglyze, Onglyza), la linagliptine (Jentadueto, Trajenta) et la vildagliptine (Eucreas, Galvus, Icandra, Jalra, Xiliarx, Zomarist).